# Hockey Club Candy Monza 1966
Questa voce raccoglie le informazioni riguardanti l'Hockey Club Monza nelle competizioni ufficiali della stagione 1966.

## Stagione
Solo la vittoria nell'ultima giornata con l'Amatori Modena permette ai biancorossi di aggiudicarsi lo scudetto con un unico ma significante punto di vantaggio sugli alabardati della Triestina.

## Maglie e sponsor
Dall'inizio del campionato 1963 è sponsorizzato dalla Candy di Brugherio.
| 1ª divisa |

## Rosa
| N° | Naz.              | Ruolo | Sportivo            |  |  |  |
| -- | ----------------- | ----- | ------------------- |  |  |  |
| ?  | Italia (bandiera) | A     | Gualtiero Bortolini |  |  |  |
| ?  | Italia (bandiera) | T     | Cesare Bosisio      |  |  |  |
| ?  | Italia (bandiera) | P     | Bruno Consiglio     |  |  |  |
| ?  | Italia (bandiera) | A     | Sergio Franchi (c)  |  |  |  |
| ?  | Italia (bandiera) | A     | Emilio Levati       |  |  |  |
| ?  | Italia (bandiera) | C     | Filippo Maiocchi    |  |  |  |
| 10 | Italia (bandiera) | P     | Gianpaolo Motta     |  |  |  |
| ?  | Italia (bandiera) | A     | Giuseppe Pessina    |  |  |  |
| 1  | Italia (bandiera) | P     | Raffaele Piazza     |  |  |  |
| ?  | Italia (bandiera) | T     | Marco Villa         |  |  |  |

## Risultati

### Serie A

#### Girone di andata
| Arbitro: | Console (Novara) |

|                                                                             |           |                    |
| Bortolini 05'05" Bosisio 19'01", rig. 23'46" , 28'36", 34'50" Levati 30'16" | Marcatori | 46'46" Battistella |

| Arbitro: | Siboni (Lodi) |

|  |           |                                                  |
|  | Marcatori | 26'13", 42'38" Bortolini 46'27", 47'40" Maiocchi |

| Arbitro: | Mantovi (Reggio Emilia) |

|                                         |           |                                                         |
| Bisleri 17'50", 45'25" Simonetti 19'30" | Marcatori | 13'27" Franchi 20'17", 33'30", 41'13", 45'25" Bortolini |

| Arbitro: | Sassoni (Novara) |

|                                                      |           |                        |
| Maiocchi rig. 04'45" Bortolini 36'20" Franchi 37'00" | Marcatori | 00'44", 21'15" Bissoli |

| Arbitro: | Andriolo (Treviso) |

|                                                                                |           |                               |
| Cervo 00'50" Martellani 03'59", rig. 18'15" Piazza (aut.) 11'58" Pockay 25'10" | Marcatori | 09'26" Bosisio 42'17" Pessina |

| Arbitro: | Mantovi (Reggio Emilia) |

|                                               |           |                            |
| Bortolini 11'56" Bosisio 20'56", rig., 24'25" | Marcatori | 32'07" Mora 45'17" Cerrina |

| Arbitro: | Mantovi (Reggio Emilia) |

|                                    |           |                                                                                            |
| Sbalchiero 08'49" De Gerone 15'80" | Marcatori | 06'44", 40'44" Pessina 24'70", 26'41" Bortolini 39'30", rig. 45'37" Bosisio 44'21" Franchi |

| Arbitro: | Console (Novara) |

|                                              |           |                  |
| Bortolini 10'55", 49'55" Bosisio rig. 34'12" | Marcatori | 06'57" Marchiori |

| Arbitro: | Mantovi (Reggio Emilia) |

|                                                       |           |                                                             |
| Luppi 08'32" Baraldi (I) 19'11", 23'10" Tavoni 27'17" | Marcatori | 07'31", rig. 19'30" Maiocchi 22'13" Bortolini 41'59" Levati |

#### Girone di ritorno
| Monza 27 luglio 1966 11ª giornata | Monza            | 1 – 0 Sos.9' pioggia (1-0) | Lodi | Pista di via Boccaccio\| Arbitro: \| Sassone (Novara) \| |
| Arbitro:                          | Sassone (Novara) |                            |      |                                                          |

| Arbitro: | Bertagni (Reggio Emilia) |

|                                          |           |                                                                 |
| Cerato 19'40", 29'30" Battistella 47'10" | Marcatori | 15'05", 31'45" Bortolini 18'30" Maiocchi 27'05", 40'05" Pessina |

| Arbitro: | Margheritis (Novara) |

|                                     |           |                                  |
| Bercè 10'17" Gregori 27'59", 37'07" | Marcatori | 07'00" Bortolini 24'36" Maiocchi |

| Arbitro: | Sassoni (Novara) |

| |           |  |
| Simonetti (aut.) 02'33" Bortolini 10'03", 26'35" Maiocchi 10'30", rig. 24'30", 56'30" Pessina 13'00" | Marcatori |  |

| Arbitro: | Mantovi (Reggio Emilia) |

|                                                     |           |                     |
| Bortolini 7'44" Maiocchi rig. 09'27" Pessina 24'17" | Marcatori | 16'52" (aut.) Villa |

| Arbitro: | Console (Novara) |

|                                 |           |  |
| Bortolini 8'34", 18'45", 22'44" | Marcatori |  |

| Arbitro: | Tiezzi (Siena) |

|                                                    |           |                                                                        |
| Zaffinetti 8'57" Colombo 14'57" Nanotti rig. 20'33 | Marcatori | 09'21" Bosisio 31'20", 35'52" Bortolini 34'07" Pessina 49'45" Maiocchi |

| Arbitro: | Sassone (Novara) |

|                        |           |                        |
| Franchi 08'45", 20'35" | Marcatori | rig. 38'40" Sbalchiero |

| Arbitro: | Margheritis (Novara) |

|                                |           |                |
| Soffia 08'43" Bordignon 18'45" | Marcatori | 09'16" Bosisio |

| Arbitro: | Sassone (Novara) |

|                               |           |               |
| Pessina 06'03" Bosisio 09'14" | Marcatori | 32'58 Baraldi |

### Coppa Italia
| Salerno 1º maggio 1966 Andata | Salerno | 2 – 0 A tavolino per rinuncia. referto | Monza |  |

### Coppa dei Campioni

#### Semifinali
| Arbitro: | van Dinter |

|                                                                          |            |                                                                             |
| rig. 26'??", 42'??" Kowolik 31'??" Wobbe                                 | Marcatori  | 08'??", 12'??" Bortolini 12'??", 28'??" Pessina rig. 27'??", 29'??" Bosisio |
| Hagenhacher Strangfeld Feldmann Wobbe Kowolik Feldhage Lücke Storichelog | Formazioni | Piazza Motta Maiocchi Bosisio Bortolini Pessina Levati Villa Consiglio      |
|                                                                          | Allenatori | Bruno Bolis                                                                 |

| Arbitro: | Bühler |

|                                                               |            |                                                                          |
| Pessina 14'13" Bosisio 14'55" Maiocchi 29'42", 40'42", 45'13" | Marcatori  |                                                                          |
| Piazza Bosisio Maiocchi Bortolini Pessina Levati Villa Motta  | Formazioni | Strucksberg Strangfeld Feldmann Wobbe Kowolik Feldhage Lücke Hagenhacken |
| Bruno Bolis                                                   | Allenatori |                                                                          |

#### Finali
| Arbitro: | Theiler |

|                                                                      |            |                                                                                |
| Bortolini 00'05"                                                     | Marcatori  | 05'05" H. Ferrer (II) 05'24", rig. 47'50" Salarich                             |
| Piazza Bosisio Maiocchi Bortolini Pessina Levati Franchi Villa Motta | Formazioni | Vilella F. Ferrer (I) Parella H. Ferrer (II) Salarich Sanchez Escorihuela Sala |
| Bruno Bolis                                                          | Allenatori | Antonio Parella Trallero                                                       |

| Arbitro: | Quintelo |

|                                                                            |            |                                                              |
| Salarich 03'00", 22'00" H. Ferrer (II) 23'00", 35'00", 48'00", 49'00"      | Marcatori  | 06'00" Maiocchi 38'00" Villa                                 |
| Vilella Bargunó Parella H. Ferrer (II) Salarich Sanchez F. Ferrer (I) Sala | Formazioni | Piazza Bosisio Maiocchi Bortolini Pessina Villa Levati Motta |
| Antonio Parella Trallero                                                   | Allenatori | Bruno Bolis                                                  |

## Statistiche

### Statistiche di squadra
| Competizione       | Punti | In casa | In casa | In casa | In casa | In casa | In casa | In trasferta | In trasferta | In trasferta | In trasferta | In trasferta | In trasferta | Totale | Totale | Totale | Totale | Totale | Totale | D.R. |
| Competizione       | Punti | G       | V       | N       | P       | GF      | GS      | G            | V            | N            | P            | GF           | GS           | G      | V      | N      | P      | GF     | GS     | D.R. |
| ------------------ | ----- | ------- | ------- | ------- | ------- | ------- | ------- | ------------ | ------------ | ------------ | ------------ | ------------ | ------------ | ------ | ------ | ------ | ------ | ------ | ------ | ---- |
| Serie A            | 29    | 9       | 9       | 0       | 0       | 32      | 9       | 9            | 5            | 1            | 3            | 35           | 25           | 18     | 14     | 1      | 3      | 67     | 34     | 33   |
| Coppa dei Campioni | -     | 2       | 1       | 0       | 1       | 8       | 9       | 2            | 1            | 0            | 1            | 6            | 3            | 4      | 2      | 0      | 2      | 14     | 12     | 2    |
| Totale             | -     | 11      | 10      | 0       | 1       | 40      | 18      | 11           | 6            | 1            | 4            | 41           | 28           | 22     | 16     | 1      | 5      | 81     | 46     | 35   |

### Statistiche dei giocatori
Fonte:
| Giocatore    | Serie A  | Serie A | Serie A     | Serie A    | Coppa Campioni | Coppa Campioni | Coppa Campioni | Coppa Campioni | Totale   | Totale | Totale      | Totale     |
| Giocatore    | Presenze | Reti    | Ammonizioni | Espulsioni | Presenze       | Reti           | Ammonizioni    | Espulsioni     | Presenze | Reti   | Ammonizioni | Espulsioni |
| ------------ | -------- | ------- | ----------- | ---------- | -------------- | -------------- | -------------- | -------------- | -------- | ------ | ----------- | ---------- |
| G. Bortolini | 17       | 24      | 0           | 0          | 4              | 3              | 0              | 0              | 21       | 27     | 0           | 0          |
| C. Bosisio   | 11       | 13      | 0           | 0          | 4              | 3              | 0              | 0              | 15       | 16     | 0           | 0          |
| B. Consiglio | 1        | 0       | 0           | 0          | 0              | -0             | 0              | 0              | 1        | 0      | 0           | 0          |
| S. Franchi   | 14       | 5       | 0           | 0          | 1              | 0              | 0              | 0              | 15       | 5      | 0           | 0          |
| E. Levati    | 16       | 2       | 0           | 0          | 4              | 0              | 0              | 0              | 20       | 2      | 0           | 0          |
| F. Maiocchi  | 16       | 12      | 0           | 0          | 4              | 4              | 0              | 0              | 20       | 16     | 0           | 0          |
| G. Motta     | 0        | -0      | 0           | 0          | 0              | -0             | 0              | 0              | 0        | -0     | 0           | 0          |
| G. Pessina   | 18       | 10      | 0           | 0          | 4              | 3              | 0              | 0              | 22       | 13     | 0           | 0          |
| R. Piazza    | 18       | -34     | 0           | 0          | 4              | -12            | 0              | 0              | 22       | -46    | 0           | 0          |
| M. Villa     | 15       | 0       | 0           | 0          | 4              | 0              | 0              | 0              | 19       | 0      | 0           | 0          |

### Libri
- La Gazzetta dello Sport, Annuario dello Sport 1967, Milano, Edizioni S.E.S.S.,  pp. 316-318, risultati e classifica finale della stagione 1966, conservato dalla Biblioteca comunale centrale di Milano, deposito di via Quaranta.
- Gianfranco Capra e Mario Scendrate, Hockey su pista in Italia e nel mondo, Novara, Casa Editrice S.E.N., settembre 1984,  pp. 107, 222-223.
- Mario Bonati e Roberto Redaelli, 100 anni di sport a Monza, Monza (MI), Associazione Pro Monza, stampa: Tipografica Sociale S.p.a., maggio 1992,  p. 278.

### Giornali
- La Gazzetta dello Sport, conservata microfilmato presso.
  - Biblioteca Nazionale Braidense di Milano, presso MediaTeca Santa Teresa, via Moscova 28 a Milano;
  - Biblioteca Nazionale Centrale di Firenze;
  - Biblioteca Nazionale Centrale di Roma;
  - Biblioteca Civica Berio di Genova;
  - e presso Emeroteca del C.O.N.I. di Roma (non è online ma è da consultare in sede).
- Il Corriere dello Sport, conservato microfilmato presso.
  - Emeroteca del C.O.N.I. di Roma.
- Il Cittadino di Monza e Brianza, che ha sempre pubblicato i risultati nell'edizione del giovedì. Giornale conservato microfilmato presso la Biblioteca Nazionale Braidense di Milano (presso emeroteca Santa Teresa in via Moscova 28) e la Biblioteca Comunale di Monza.